# Nowosiółki Nowe
Nowosiółki Nowe, Nowe Nowosiółki (biał. Новыя Навасёлкі, Nowyja Nawasiołki; ros. Новые Новосёлки, Nowyje Nowosiołki) – wieś na Białorusi, w obwodzie mińskim, w rejonie nieświeskim, w sielsowiecie Siejłowicze.

## Historia
W Rzeczypospolitej Obojga Narodów znajdowały się w województwie nowogródzkim, w powiecie nowogródzkim. W 1598 wojewoda trocki Mikołaj Krzysztof Radziwiłł „Sierotka” nadał Nowosiółki klasztorowi bernardynów w Nieświeżu lub według innego źródła na uposażenie proboszcza nieświeskiego. Wieś odpadła od Polski w 1793 w wyniku II rozbioru.
W XIX i w początkach XX w. położone były w Rosji, w guberni mińskiej, w powiecie nowogródzkim, w gminie Howiezna. Po 1831, gdy w wyniku represji po powstaniu listopadowym władze carskie zamknęły klasztor bernardynów w Nieświeżu, wieś przeszła na własność skarbu państwa.
W dwudziestoleciu międzywojennym leżały w Polsce, w województwie nowogródzkim, w powiecie nieświeskim, w gminie Howiezna. W 1921 miejscowość liczyła 113 mieszkańców, zamieszkałych w 20 budynkach, w tym 106 Białorusinów i 7 Polaków. 90 mieszkańców było wyznania prawosławnego i 23 rzymskokatolickiego.
Po II wojnie światowej w granicach Związku Sowieckiego. Od 1991 w niepodległej Białorusi. Do 28 maja 2013 siedziba sielsowietu Nowosiółki, liczącego 6 miejscowości i po likwidacji przyłączono w całości do sielsowietu Siejłowicze.

## Zabytki
Znajdują się tu ruiny kaplicy katolickiej, będącej filią parafii w Nieświeżu. Świątynia ta została zbudowana w XVIII w. i w 1886 już była zamknięta.